# Seseli striatum
Seseli striatum är en flockblommig växtart som beskrevs av Carl Peter Thunberg. Seseli striatum ingår i släktet säfferötter, och familjen flockblommiga växter. Inga underarter finns listade i Catalogue of Life.